# 鈴木悟 (格闘家)
鈴木悟（すずき さとる、1976年3月3日 - ）は、東京都八王子市出身の日本の元プロボクサー、キックボクサー、シュートボクサー、俳優、プロレスラー。
```
プロボクシング、シュートボクシング、プロレスでそれぞれ王座を獲得し、史上初の異種格闘技三冠王とされている
[
1
]
。
```

```
2013年1月には、東京都港区西麻布にパーソナルトレーニングジム「private lesson studio TAKE IT EASY」をオープンし、代表を務めている。
```

- 入場曲は、小柳ゆきの「愛情」。ボクサー時代は、サビ部分に合わせてリングインを行っていた。
- K-1デビュー戦の際、名前コール時にグローブにキスしてテレビカメラに向かってウィンクするというパフォーマンスを見せた。これはボクサー時代からのもの。

## 来歴

### ボクシング
1997年に八王子中屋ボクシングジムよりプロデビューし、翌年の1998年全日本ミドル級新人王を獲得した。
2000年8月1日、ヨネクラジムの保住直孝より8RKO勝ちで日本ミドル級王座を奪取、以後9度の防衛に成功する（2001年2月、ガッツファイティングにて全日本ミドル級新人王・日本ミドル級王者としての大先輩竹原慎二引退セレモニーでスパーリングパートナーを務めた）。WBA世界ミドル級10位までランクを上げたが、2003年7月5日に行われた10回目の防衛戦で荒木慶大に判定で敗れ、王座陥落。
その後東洋太平洋タイトル挑戦を経て、2005年2月23日に空位になっていた日本ミドル級王座をかけて大阪帝拳ジムの中村頴司との間で決定戦を行い判定勝利で2度目の王座を獲得したが、同年6月18日の木更津グリーンベイジムの板垣俊彦を迎えた初防衛戦に失敗して王座から陥落した。

### キックボクシング
2005年9月2日にK-1転向が発表され、10月12日にK-1に初参戦。マイク・ザンビディスと対戦したが、キックに対応できず、2RローキックによるKO負け。
2006年2月4日、K-1 WORLD MAX 日本代表決定トーナメント1回戦で上山龍紀と対戦予定であったが急性胆のう炎のため欠場となった。
2006年12月31日、K-1 PREMIUM 2006 Dynamite!!にてチェ・ヨンスの代役として魔裟斗と対戦。ある程度ローキックをブロックし、魔裟斗の顔面に右ストレートをヒットさせるも魔裟斗のローキックの前に2RKO負け。
2007年7月21日、K-1 FIGHTING NETWORK KHAN 2007でチェ・ヨンスと対戦し、レフェリーストップによるTKO負けを喫した。
2008年2月24日、K-1 ASIA MAX 2008 IN SEOULで行われたアジアトーナメントに出場。1回戦でイム・チビンと対戦し、レフェリーストップによるTKO負け。
2008年10月3日、初参戦となったJ-NETWORKで高木健太と対戦。キックデビュー戦となった高木に右フックでKO負け。
2009年9月20日、新日本キックボクシング協会が主催する「TITANS NEOS 6」でキックボクシング第2代NKBミドル級チャンピオンで新日本キックボクシングミドル級2位阿久澤英一と対戦。右ストレートやボディへのパンチをヒットさせ3度のダウンを奪い1RKO勝ち。転向後の初勝利となった。
2010年1月31日、「WILD KICKBOXING 〜縁〜」においてアラン・ヤナヒハと対戦。ボディへの攻撃を中心に1Rに3度のダウンを奪い、TKO勝ちを収めた。
2010年4月11日、初参戦となったシュートボクシング「維新-ISHIN- 其の弐」でSB東洋太平洋ウェルター級王者宍戸大樹と対戦。1Rにバックドロップでシュートポイント2点を奪うも、2RにスタンディングフロントチョークでTKO負けとなった。ただしストップ直後に鈴木は問題なく立ち上がっていることから、ストップのタイミングが早過ぎたのではないかという声があり、鈴木本人も意識を保っていたと主張している。またシーザー武志SB協会会長は「宍戸×鈴木戦のストップはちょっと早かったのでは。考えないといけない」とコメントしている。
2010年6月6日、2度目の参戦となったシュートボクシング「維新-ISHIN- 其の参」でSB日本スーパーウェルター級1位・前同級日本王者の金井健治と対戦。1Rに右ストレートでダウンを奪い、3-0の判定勝ちを収めた。
2010年9月18日、シュートボクシング「維新-ISHIN- 其の四」でSB日本スーパーウェルター級王者梅野孝明と対戦。4Rに腰投げでシュートポイントを奪うもマットに落ちた衝撃で左肘関節を脱臼してしまい、TKO負けとなった。
2011年2月19日、シュートボクシング2011年開幕戦「SHOOT BOXING 2011 act.1」で金網総合格闘技CAGE FORCEライト級王者弘中邦佳と対戦。1Rに右ストレートでダウンを奪った後、ラッシュを決め2度目のダウンを奪いレフェリーストップによるTKO勝ちを収めた。
2011年4月23日、シュートボクシング東北地方太平洋沖地震復興チャリティーイベント「SHOOT BOXING　2011 act.2」で志真会館の島田昌洋と対戦。1Rに右ストレートでダウンを奪った後、再び右ストレートで2度目のダウンを奪いタオル投入によるTKO勝ちを収めた。
2011年6月5日、「東日本大震災復興チャリティーイベント SHOOT BOXING 2011 act.3 -SB169-」で、WMC欧州スーパーウェルター級王者ヘンリー・オプスタルと対戦し、1Rからしつこく右ローをもらいKO負けを喫した。
2011年9月10日、「SHOOT BOXING 2011 act.4 -SB172-」でSB日本スーパーウェルター級1位・元同級王者の金井健治とSB日本スーパーウェルター級王座決定戦にて対戦。1Rに右ストレート、左フック、右ストレートによる計3度のダウンを奪いスリーノックダウンによるTKO勝ちを収めてSB日本スーパーウェルター級王者を獲得。これによりプロボクシングとシュートボクシングの王座二冠を達成する。

### 俳優
舞台・映画・Vシネマなどで俳優活動も行っている。

### プロレス
2018年10月31日、プロレスリングHEAT-UPとどろきアリーナ大会で行われた、鈴木秀樹・渡辺宏志とのタッグマッチでプロレスデビュー（パートナーは飯塚優）。渡辺をスモールパッケージホールドで破りデビュー戦を勝利で飾った。2019年9月BBW世界スーパーボディ級王者となり前人未到史上初の異種格闘技三冠王となる。更に2021年5月にBBWタッグ王者になる。

## K-1参戦における波紋騒動
K-1に鈴木や大東旭が参戦するなど引退した元ボクサーが安易に他競技に流出する事態を受けて、西日本ボクシング協会はK-1や総合格闘技等に出場するボクサーは、引退後のセコンド、トレーナーライセンス、ジム設立の許可を一切剥奪する制限処置を打ち出した。これに合わせて東日本ボクシング協会も同じ制限をする話も持ち上がったが、現在は白紙になっている。鈴木は東日本協会のエリアの選手であり、西日本協会の制限には該当しない。前述した大東は西日本エリアでありこの制限に該当する。

## 戦績

### キックボクシング
| キックボクシング 戦績 | キックボクシング 戦績 | キックボクシング 戦績 | キックボクシング 戦績 | キックボクシング 戦績 | キックボクシング 戦績 | キックボクシング 戦績 |
| --------------------- | --------------------- | --------------------- | --------------------- | --------------------- | --------------------- | --------------------- |
| 23 試合               | (T)KO                 | 判定                  | その他                | 引き分け              | 無効試合              |                       |
| 8 勝                  | 6                     | 2                     | 0                     | 0                     | 0                     |                       |
| 15 敗                 | 13                    | 2                     | 0                     | 0                     | 0                     |                       |

| 勝敗 | 対戦相手                     | 試合結果                                      | 大会名                                                                   | 開催年月日     |
| ×    | 坂本優起                     | 判定0-3                                       | SHOOT BOXING 2013 act.2 SBスーパーウェルター級タイトルマッチ             | 2013年4月20日  |
| ×    | ヘンリー・オプスタル         | 1R KO                                         | SHOOT BOXING WORLD TOURNAMENT S-cup2012 準決勝                           | 2012年11月17日 |
| ○    | 郷野聡寛                     | 1R TKO                                        | SHOOT BOXING WORLD TOURNAMENT S-cup2012 リザーブマッチ                   | 2012年11月17日 |
| ×    | 宍戸大樹                     | 1R KO                                         | SHOOT BOXING 2012～Road to S-cup～act.4                                  | 2012年9月17日  |
| ×    | トビー・イマダ               | 2R KO                                         | SHOOT BOXING 2012～Road to S-cup～act.3                                  | 2012年6月3日   |
| ×    | アンディ・サワー             | 2R 2:52 TKO（3ノックダウン：左インロー）      | SHOOT BOXING 2012～Road to S-cup～act.2                                  | 2012年4月13日  |
| ○    | ボーウィー・ソー．ウドムソン | 3R終了 判定3-0                                | SHOOT BOXING 2012～Road to S-cup～act.1                                  | 2012年2月5日   |
| ×    | クリストフ・プルボー         | 3R終了 判定0-3                                | SHOOT the SHOOTO 2011                                                    | 2011年11月6日  |
| ○    | 金井健治                     | 1R TKO（3ノックダウン：右ストレート）         | SHOOT BOXING 2011 act.4 -SB172- SB日本スーパーウェルター級タイトルマッチ | 2011年9月10日  |
| ×    | ヘンリー・オプスタル         | 2R 0:36 KO（右ローキック）                    | 東日本大震災復興チャリティーイベント SHOOT BOXING 2011 act.3 -SB169-     | 2011年6月5日   |
| ○    | 島田昌洋                     | 1R 2:42 TKO（2ダウン：右ストレート）          | SHOOT BOXING 2011 act.2                                                  | 2011年4月23日  |
| ○    | 弘中邦佳                     | 1R 1:55 TKO（2ダウン：右フック）              | SHOOT BOXING 2011 act.1 -SB166-                                          | 2011年2月19日  |
| ×    | 梅野孝明                     | 4R 2:03 TKO（左肘関節脱臼）                   | SHOOT BOXING 25TH ANNIVERSARY SERIES 第4戦 維新-ISHIN- 其の四            | 2010年9月18日  |
| ○    | 金井健治                     | 3R終了 判定3-0                                | SHOOT BOXING 25TH ANNIVERSARY SERIES 第3戦 維新-ISHIN- 其の参            | 2010年6月6日   |
| ×    | 宍戸大樹                     | 2R 1:39 TKO（スタンディングフロントチョーク） | SHOOT BOXING 25TH ANNIVERSARY SERIES 第2戦 維新-ISHIN- 其の弐            | 2010年4月11日  |
| ○    | アラン・ヤナヒハ             | 1R 2:10 TKO（2ダウン：ボディブロー）          | WILD KICKBOXING 〜縁〜                                                   | 2010年1月31日  |
| ×    | NITRO大輔                    | 1R 1:28 KO（左ハイキック）                    | J-NETWORK「GET REAL in J-WORLD FINAL 〜Invading 尚武会〜」               | 2009年11月27日 |
| ○    | 阿久澤英一                   | 1R 1:32 KO（3ノックダウン：パンチ連打）       | 新日本キックボクシング協会「TITANS NEOS 6」                              | 2009年9月20日  |
| ×    | 高木健太                     | 2R 0:16 KO（右フック）                        | J-NETWORK「Let's Kick with J the 4th」                                   | 2008年10月3日  |
| ×    | イム・チビン                 | 3R 0:38 TKO（レフェリーストップ）             | K-1 ASIA MAX 2008 IN SEOUL 【アジアトーナメント 1回戦】                  | 2008年2月24日  |
| ×    | チェ・ヨンス                 | 2R 2:17 TKO（レフェリーストップ）             | K-1 FIGHTING NETWORK KHAN 2007 〜世界対抗戦〜                            | 2007年7月21日  |
| ×    | 魔裟斗                       | 2R 2:22 KO（右ローキック）                    | K-1 PREMIUM 2006 Dynamite!!                                              | 2006年12月31日 |
| ×    | マイク・ザンビディス         | 2R 1:17 KO（右ローキック）                    | K-1 WORLD MAX 2005 〜世界王者対抗戦〜                                    | 2005年10月12日 |

### ボクシング
| プロボクシング 戦績 | プロボクシング 戦績 | プロボクシング 戦績 | プロボクシング 戦績 | プロボクシング 戦績 | プロボクシング 戦績 | プロボクシング 戦績 |
| ------------------- | ------------------- | ------------------- | ------------------- | ------------------- | ------------------- | ------------------- |
| 29 試合             | (T)KO               | 判定                | その他              | 引き分け            | 無効試合            |                     |
| 23 勝               | 15                  | 8                   | 0                   | 0                   | 0                   |                     |
| 6 敗                | 2                   | 4                   | 0                   | 0                   | 0                   |                     |

| 勝敗 | 対戦相手       | 試合結果 | 大会名                                          | 開催年月日     |
| ×    | 板垣俊彦       | 判定0-3  |                                                 | 2005年6月18日  |
| ○    | 中村頴司       | 判定2-1  | ボクシング日本ミドル級タイトルマッチ            | 2005年2月23日  |
| ○    | タイソン・ユン | 2R KO    |                                                 | 2004年9月18日  |
| ○    | 中堀智永       | 3R KO    |                                                 | 2004年5月5日   |
| ×    | サム・ソリマン | 判定0-3  | OPB東洋太平洋ミドル級タイトルマッチ             | 2003年11月1日  |
| ×    | 荒木慶太       | 判定1-2  |                                                 | 2003年7月5日   |
| ○    | 呉炳哲         | 3R KO    |                                                 | 2003年3月15日  |
| ○    | 浅野成         | 判定2-0  | 防衛9回（歴代2位）                              | 2002年12月7日  |
| ○    | ブル岡部       | 3R TKO   | 防衛8回                                         | 2002年9月21日  |
| ○    | 玉置健治       | 1R KO    | 防衛7回                                         | 2002年6月15日  |
| ○    | 稲澤俊之       | 判定3-0  | 防衛6回                                         | 2002年3月24日  |
| ○    | 吉野弘幸       | 5R TKO   | 防衛5回                                         | 2001年12月1日  |
| ○    | 川原奈穂樹     | 2R KO    | 防衛4回                                         | 2001年9月1日   |
| ○    | 山本ミツハル   | 2R KO    | 防衛3回                                         | 2001年6月16日  |
| ○    | 堀内稔         | 判定3-0  | 防衛2回                                         | 2001年3月11日  |
| ○    | 山中郁夫       | 1R TKO   | 防衛1回                                         | 2000年11月18日 |
| ○    | 保住直孝       | 8R TKO   | 日本ミドル級タイトルマッチ                      | 2000年8月1日   |
| ○    | 山本ミツハル   | 判定3-0  |                                                 | 2000年4月15日  |
| ○    | 斉藤仁         | 2R TKO   | 日本ミドル級1位                                 | 2000年1月15日  |
| ○    | 井出智広       | 2R KO    | 日本ミドル級2位                                 | 1999年10月11日 |
| ×    | 井出智広       | 1R KO    |                                                 | 1999年5月28日  |
| ○    | 豊住徳太郎     | 判定3-0  | 第45回全日本ミドル級新人王獲得・日本ミドル級5位 | 1998年12月19日 |
| ○    | 佐藤直之       | 判定     | 第55回東日本ミドル級新人王獲得                  | 1998年11月8日  |
| ○    | ブル岡部       | 4R TKO   |                                                 | 1998年9月28日  |
| ○    | 星誠一         | 3R TKO   |                                                 | 1998年7月13日  |
| ×    | 佐藤直之       | 判定     |                                                 | 1998年4月28日  |
| ○    | 冨士大輔       | 2R KO    |                                                 | 1998年1月4日   |
| ×    | 海渡昌浩       | 2R KO    |                                                 | 1997年7月26日  |
| ○    | 佐藤直之       | 判定     |                                                 | 1997年2月4日   |

## 獲得タイトル
- 東日本ミドル級新人王（1998年）
- 全日本ミドル級新人王（1998年）
- 第48代日本ミドル級王座（防衛9度）
- 第50代日本ミドル級王座（防衛0度）
- 第4代SB日本スーパーウェルター級王座
- 第2代BBW世界スーパーボディ級王座

## 出演
- BLACK ROOM（2015年）

### 戦績
- K-1 選手データ - ウェイバックマシン（2010年8月18日アーカイブ分）
- 鈴木悟の戦績 - BoxRec（英語）